# 徳島市立青少年交流プラザ
徳島市立青少年交流プラザ（とくしましりつせいしょうねんこうりゅうプラザ）は、徳島県徳島市論田町にある市立の宿泊施設。指定管理者制度により、徳島市体育振興公社が管理・運営している。
近隣には同じ徳島市体育振興公社が管理運営する徳島市立体操センター、徳島市B&G海洋センターがある。

## 概要

### 施設概要
- 建物面積：644.6m2
- 構造：鉄骨造平屋建
- 宿泊定員：48名
- 完成日：1988年（昭和63年）5月1日

宿泊室
- 洋室4部屋（32名）、和室2部屋（16名）、集会室（50名）
- 多目的ルーム、打合せ室、食堂（54名）、自炊室、浴室（2ヵ所）
- 宿泊室は男24名、女24名の利用形態。

### 開館時間
- 9:00～21:00
- 毎週月曜日（祝日の場合は開館）、祝日の翌日（日曜・祝日の場合は開館）
- 12月29日～1月3日

## 交通
- 徳島バス「大江橋停留所」より徒歩5分。
- JR徳島駅より車で約30分。